# Lindor Serrurier

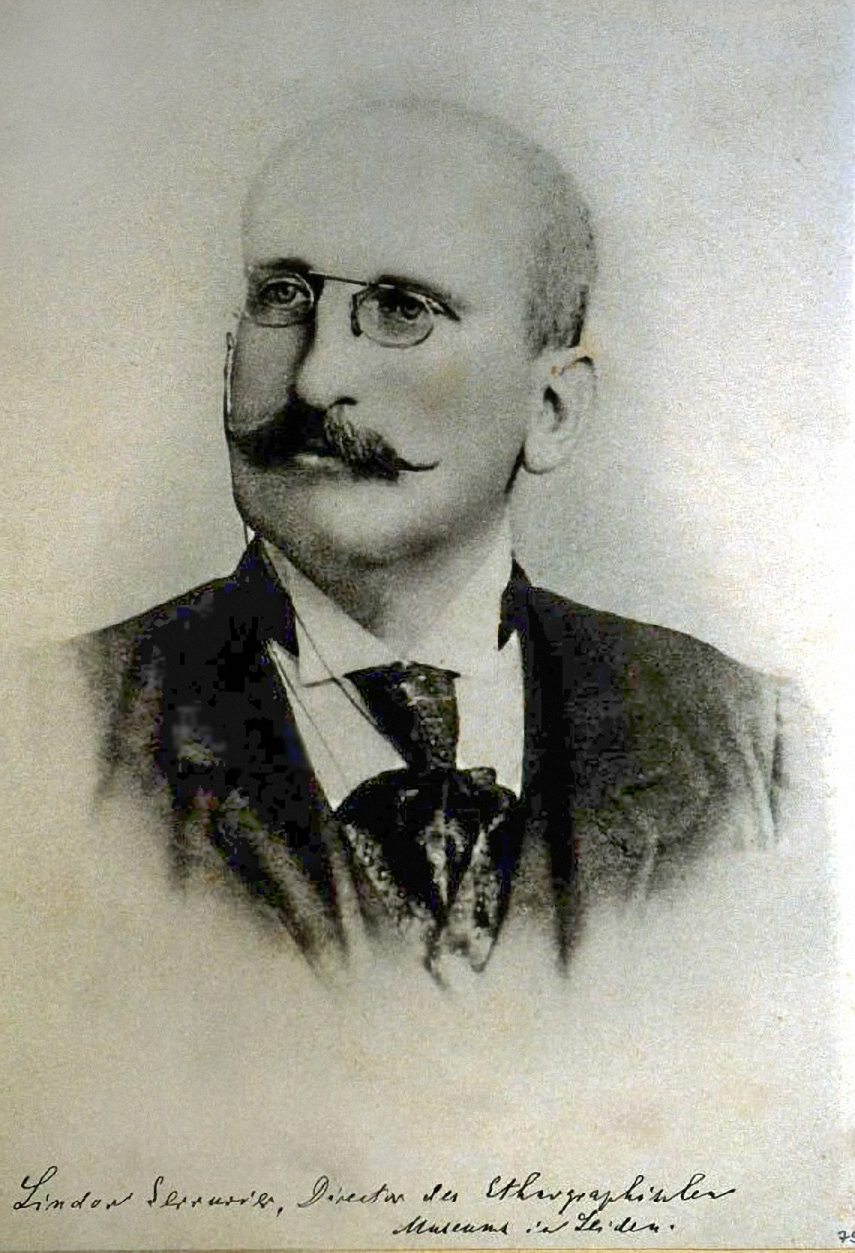
Lindor Serrurier

Lindor Serrurier (* 21. Dezember 1846 in Dordrecht; † 7. Juli 1901 in Batavia) war ein niederländischer Anthropologe, der sich als Konservator und Museumsdirektor um die Sammlung und Erhaltung asiatischer Materialien große Verdienste erwarb.

## Leben
Serrurier nahm 1874 ein Studium der Rechtswissenschaften in Leiden auf, das er 1877 cum laude abschloss. Gleichzeitig hatte er die japanische Sprache bei dem Philologen und Pionier der europäischen Japanologie Johann Joseph Hoffmann studiert. Statt die ursprünglich angestrebte Laufbahn als Notar einzuschlagen, wurde er 1877 Konservator am Reichsmuseum für Völkerkunde (Rijksmuseum voor Volkenkunde) in Leiden und übernahm 1881 dessen Direktion, die er bis 1986 innehatte.
Während dieser Jahre verdreifachte er die Anzahl der Objekte, baute die anthropologische Abteilung sowie die Sammlungen zur Südsee, zu Afrika und Amerika auf und nahm zugleich eine große Erweiterung der Niederländisch-Indischen Abteilung vor. Der von ihm angestrebte Museumsneubau ließ sich nicht verwirklichen. Auch fanden seine Broschüren „Museum Pakhuis“ (Leiden, 1893) und „Museum of Mesthoop“ (Leiden, 1895) keine gute Resonanz. Deshalb gab er am 22. August 1896 sein Amt als Direktor auf und trat Ende Oktober jenes Jahres eine Stelle als Lehrer für die Geographie und Ethnographie Niederländisch-Ostindiens am Willem-III-Gymnasium in Batavia an. Hier wirkte er auch als Sekretär der Königlich Batavischen Gesellschaft der Künste und Wissenschaften (Bataviaasch Genootschap der Konsten en Wetenschappen) und als Museumskurator. Serruier starb in Batavia. Sein Grab ist im Areal des Taman-Prasasti-Museums zu Jakarta erhalten.
Serrurier ist der erste Forscher, der dem Wesen und der Geschichte des javanischen Schattentheaters (Wajang) eine umfassende Studie gewidmet hat. Er gab des Weiteren das von seinem akademischen Lehrer Hoffmann angefangene Japansch-Nederlandsch woordenboek und dessen englische Version heraus. Die ersten zwei Bände wurden allseits hoch gelobt, doch hinsichtlich des dritten Bandes kam es zu einer heftigen Debatte mit dem Sinologen Gustaaf Schlegel (1840–1903). Von Serruier stammt ferner eine Bestandsaufnahme der japanischen Bücher in der Leidener Universitätsbibliothek („Bibliothéque Japonaise“).
1890 war er an der Gründung der „Gesellschaft zur Förderung der naturkundlichen Erforschung der niederländischen Kolonien“ (Maatschappij ter Bevordering van het Natuurkundig Onderzoek der Nederlandsche Koloniën) beteiligt. Diese organisierte u. a. die berühmten Expeditionen nach Borneo und Siboga.
Der aus Serruriers Ehe mit Martina Lindo hergegangene Sohn Iwan Serrurier machte sich als Erfinder der Moviola-Filmschneidemaschine einen Namen. Seine Tochter Cornelia Serrurier (1879–1962) wurde Dozentin für französische Literatur an der Universität Leiden.

## Schriften (Auswahl)
- Mededeelingen aangaande het Rijks Ethnographisch Museum. In: Aardrijkskundig Weekblad, I-V, Jahrgang 1880/81.
- Versuch einer Systematik der Neu-Guinea Pfeile. In: Internationales Archiv für Ethnographie, Band I, 1888, S. 1–22.
- Dubbelmasker met veerenkleed. In: Internationales Archiv für Ethnographie, Band I, 1888, S. 154–159.
- De Anthropologische Wetenschappen. In: Jaarboek van het Onderwijs, 1889.
- Museum of mesthoop? Leiden, 1895.
- De pionier. Handleiding voor het verzamelen en waarnemen op natuurkundig gebied, inzonderheid in tropische gewesten. Leiden: De Breuk en Smits, 1891.
- De wajang poerwå, eene ethnologische studie. Leiden: E.J. Brill, 1896.
- Die Korware oder Ahnenbilder von Neu-Guinea. In: Tijdschrift voor Indische Taal-, Land- en Volkenkunde 40, 1898, S. 287–316.
- Bibliothèque Japonaise: catalogue raisonné des livres et des manuscrits Japonais enrégistrés à la bibliothèque de l'Université de Leyde. Leiden: Brill, 1896.

## Herausgegebene Schriften
- Japanese-English dictionary by the late Prof. Dr. J. J. Hoffmann. By order of the Dutch Government elaborated and edited by Dr. L. Serrurier. Vol. 1–3. Leiden: E. Brill, 1881–1892.
- Japansch-Nederlandsch woordenboek, van wijlen J. J. Hoffmann. Op last van den Minister van Kolonien bewerkt en uitgegeven door L. Serrurier. Deel 1–3. Leiden: E.J. Brill, 1881–1892.
- Verzameling van Japansche boekwerden, door Mr. J. H. Donker Curtius, Nederlandsch Commissaris in Japan, op zijne reis naar Yedo in 1858 het Rijk ingekocht. Beschreven door Wijlen Dr. J. J. Hoffmann, en uitgegeben door Mr. L. Serrurier. In: Bijdragen tot de Taal-, Land- en Volkenkunde van Nederlandsch-Indië, 30ste Deel, 1ste Afl., [4e Volgreeks, 6e Deel], 1882, S. 1, 3–120.